# The Economist Group

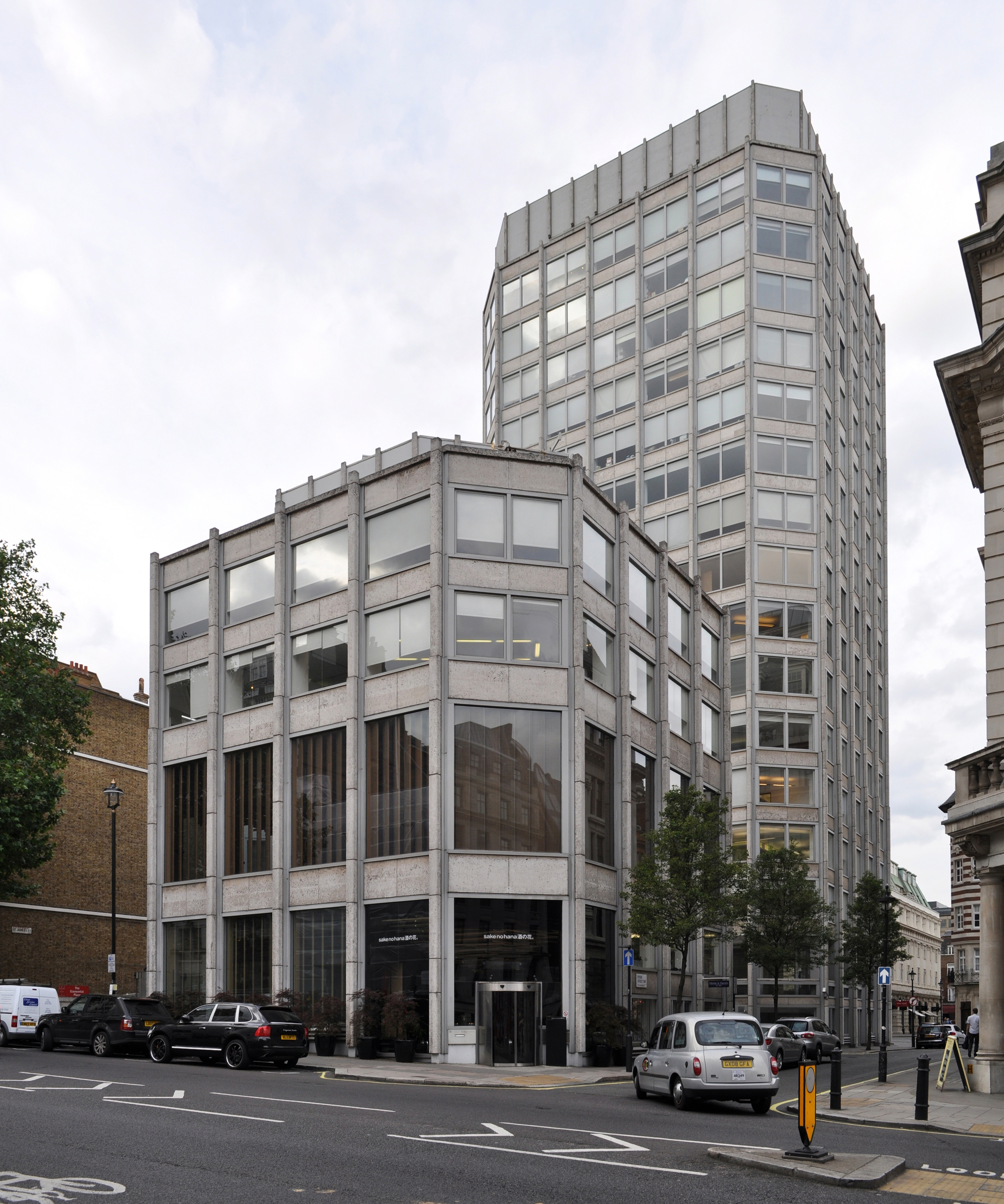
Economist Building, Londen

The Economist Group is een internationale uitgever.

## Activiteiten
The Economist Group is een groep van bedrijven die publicaties en diensten verkoopt onder de merknaam The Economist, zoals The Economist (een krant wegens historische redenen, maar eigenlijk een wekelijks nieuwsblad), Economist.com, Economist Intelligence Unit, Economist Conferences, Intelligent Life en The World In.
 
Andere globale merknamen van The Economist Group zijn CFO, een blad voor oudere financiële hoofdbesturen (CFO, CFO Europe, CFO Asia, CFO China, CFO.com) en Roll Call.

### Resultaten
The Economist Group heeft een gebroken boekjaar van 1 april tot en met 30 maart. Het behaalde in de periode 2012 tot en met 2016 een omzet van gemiddeld zo’n £340 miljoen per jaar. De helft van de omzet komt uit abonnementen, een kwart uit advertenties en de rest uit andere activiteiten. Het bedrijfsresultaat was gedurende deze periode heel stabiel en schommelde rond de 60 miljoen pond op jaarbasis. De oplage van het belangrijkste blad The Economist lag rond 1,6 miljoen exemplaren.

## Aandeelhouders
The Economist Group is een associatie. Lange tijd had Pearson PLC, indirect via haar dochteronderneming Financial Times Limited, 50% van het kapitaal van The Economist Group in handen. De overige 50% is verdeeld bij individuen. The Economist Group opereert als een aparte en onafhankelijke onderneming.
In 2015 werd de Italiaanse investeringsmaatschappij Exor (Agnelli) de grootste aandeelhouder van The Economist Group. Pearson verkocht haar 50% belang voor 467 miljoen pond. Exor betaalde £287 miljoen en verhoogde het belang van 4,7% naar 43,4%. Exor heeft daarmee ook het recht gekregen om zes van de 13 bestuursleden te benoemen. Andere aandeelhouders, naast de familie Agnelli, zijn Cadbury (Cadbury plc), Rothschild (21%), Schroders, Layton en andere familiebelangen, evenals een aantal personeelsleden.
Het stemrecht is echter beperkt tot 20% zoals vastgelegd in de statuten van de The Economist Group. The Economist Group kocht ook aandelen van Pearson en verkocht diverse gebouwen om deze aanschaf te financieren.